# (35242) 1995 SJ52
1995 SJ52 (asteroide 35242) é um asteroide da cintura principal. Possui uma excentricidade de 0.12455010 e uma inclinação de 1.99139º.
Este asteroide foi descoberto no dia 29 de setembro de 1995 por Spacewatch em Kitt Peak.